# サケテ
サケテ(フランス語: Sakété)はベナン南部のプラトー県の都市・コミューン。2016年までは同県の県都であった。
コミューンとしてのサケテの面積は432平方キロメートル、2013年の人口は約11.4万人。